# 1797 w polityce

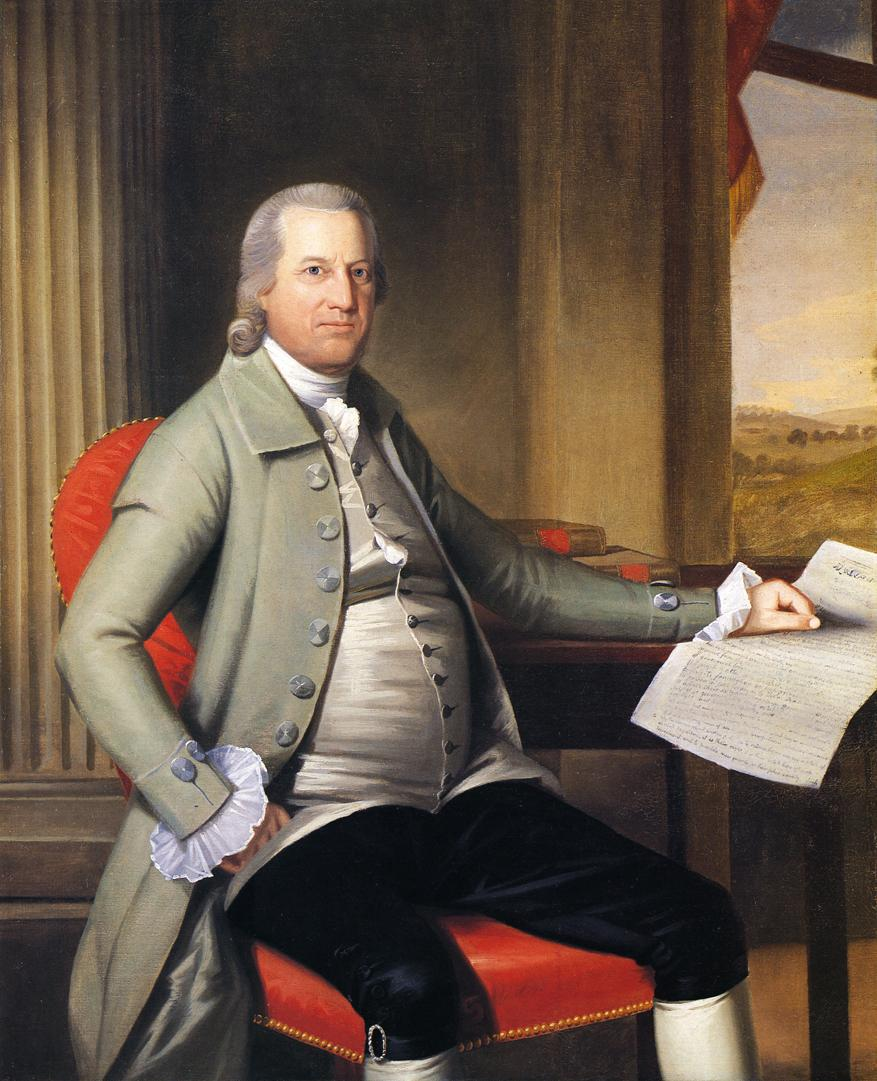
Oliver Wolcott

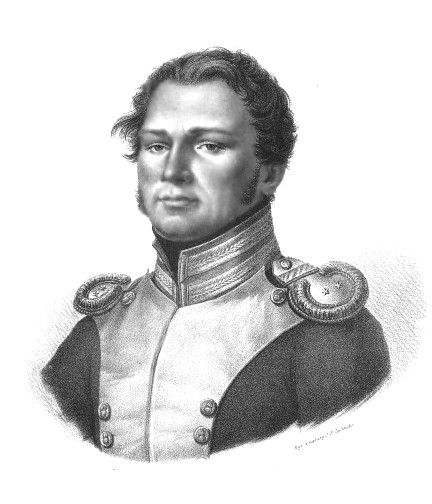
Piotr Wysocki

Wydarzenia polityczne w 1797 roku.

## Urodzili się
- 10 września Piotr Wysocki, przywódca podchorążych, inicjator powstania listopadowego[1].

## Zmarli
- 1 grudnia Oliver Wolcott, amerykański polityk, jeden z ojców-założycieli Stanów Zjednoczonych[2][3].